# The Potato Lab
The Potato Lab (감자연구소?, Gamja yeon-gusoLR; lett. "L'istituto di ricerca delle patate") è una serie televisiva sudcoreana trasmessa su tvN dal 1º marzo al 6 aprile 2025. In lingua italiana è stata distribuita da Netflix.

## Trama
La vita di Kim Mi-kyung, una ricercatrice appassionata di patate, prende una svolta quando il suo laboratorio assume un nuovo direttore, So Baek-ho.

## Personaggi e interpreti
- Kim Mi-kyung, interpretata da Lee Sun-bin
- So Baek-ho, interpretato da Kang Tae-oh